# Reinhold von Lichtenberg
Reinhold Freiherr von Lichtenberg (* 15. Dezember 1865 in Fiume, Kaisertum Österreich; † 28. Mai 1927 auf Schloss Neubeuern am Inn) war ein österreichischer Kunsthistoriker und völkischer Publizist.

## Leben
Von Lichtenberg war der Sohn des Hauptmanns Freiherr Emil von Lichtenberg und der Britin Charlotte Barnard, sein Vater wurde 1885 noch zum Generalmajor befördert. Er studierte ab 1885 ohne Abschluss Jura in München und Wien. 1888 begann er ein Studium der Kunstgeschichte, der Klassischen Archäologie und des Sanskrit an den Universitäten Wien und Leipzig, wo er 1892 promoviert wurde.
Nach einer Studienreise nach Italien, Griechenland und der Türkei wurde er 1895 Volontär im Kupferstichkabinett in München. 1899 habilitierte er sich an der Technischen Hochschule Karlsruhe in klassischer Archäologie. Dort wurde er 1903 zum außerordentlichen Professor ernannt, aber bereits 1905 zu Forschungsreisen beurlaubt und verließ 1908 den Hochschuldienst, um als Privatier zu leben.
1907 bis 1915 war er Herausgeber des Memnon, Zeitschrift für die Kunst- und Kultur-Geschichte des Alten Orients (Bd. 1–7). Zusammen mit dem Begründer des Verbandes gegen die Überhebung des Judentums, Ludwig Müller von Hausen, gab er 1913 eine Schrift zur Verteidigung des Bayreuther Aufführungsmonopols an Richard Wagners Parsifal heraus, die „völkische und künstlerische Interessen“ bewahren sollte.
Von Lichtenberg war Mitglied im Verband gegen die Überhebung des Judentums und im Deutschvölkischen Schutz- und Trutzbund. Er war ein Rassenideologe, wurde aber selbst Gegenstand rassistischer Verleumdungen, als Philipp Stauff 1917 in der Zeitschrift Heimdall darauf hinwies, dass die Familien seiner Mutter Barnard und Unger jüdisch seien.

## Veröffentlichungen
- Die Landschaftsmalerei bei den Niederländern im XVI. Jahrhundert. Leipzig 1892 (= Dissertation)
- Ueber den Humor bei den deutschen Kupferstechern und Holzschnittkünstlern des XVI. Jahrhunderts. Studien zur deutschen Kunstgeschichte Hft. 11, 1894.
- Das Porträt an Grabdenkmalen: Seine Entstehung und Entwickelung vom Alterthum bis zur Italienischen Renaissance. Zur Kunstgeschichte des Auslandes Hft. 11, 1902.
- Über einige Werke der modernen Malerei, 1903.
- Beiträge zur ältesten Geschichte von Kypros: Mitteilungen der Vorderasiatischen Gesellschaft 11/2, 1906.
- Die Ägäische Kultur, Wissenschaft und Bildung. Leipzig, Quelle und Meyer, 1918.
- Haus, Dorf, Stadt: eine Entwicklungs-Geschichte des antiken Städtebildes, Leipzig 1909.
- Einflüsse der ägäischen Kultur auf Ägypten und Palästina. Mitteilungen der Vorderasiatischen Gesellschaft 16/2, 1911. Leipzig: Hinrichs.
- Mehr Schutz dem geistigen Eigentum! Der Kampf um das Schicksal des "Parsifal", dargestellt von R. v. Lichtenberg und L. Müller v. Hausen, Berlin : Curtius [1913]
- Die Heimat der Arier. Deutsche Geschichtsblätter, Monatsschrift zur Förderung der landesgeschichtlichen Forschung 14, 1913, S. 253–284.
- Cypern und die Engländer. Ein Beispiel britischer kolonialer Willkür. Leipzig, Deutsches Vorderasienkomitee. Länder und Völker der Türkei, etc. Heft 3. 1915, etc. 8º.
- Beiträge in: Richard Ungewitter (Hrsg.) Deutschlands Wiedergeburt durch Blut und Eisen. Stuttgart 1919.
- Deutsches Land den Deutschen! Ein Beitrag zum Selbstbestimmungsrecht der Völker. Berlin, H. Bermühler 1921.
- Julius Kniese, Reinhold Freiherr von Lichtenberg und Julie Kniese: Der Kampf zweier Welten um das Bayreuther Erbe. Julius Knieses Tagebuchblätter aus dem Jahr 1883. Leipzig 1931.